# RT Carinae

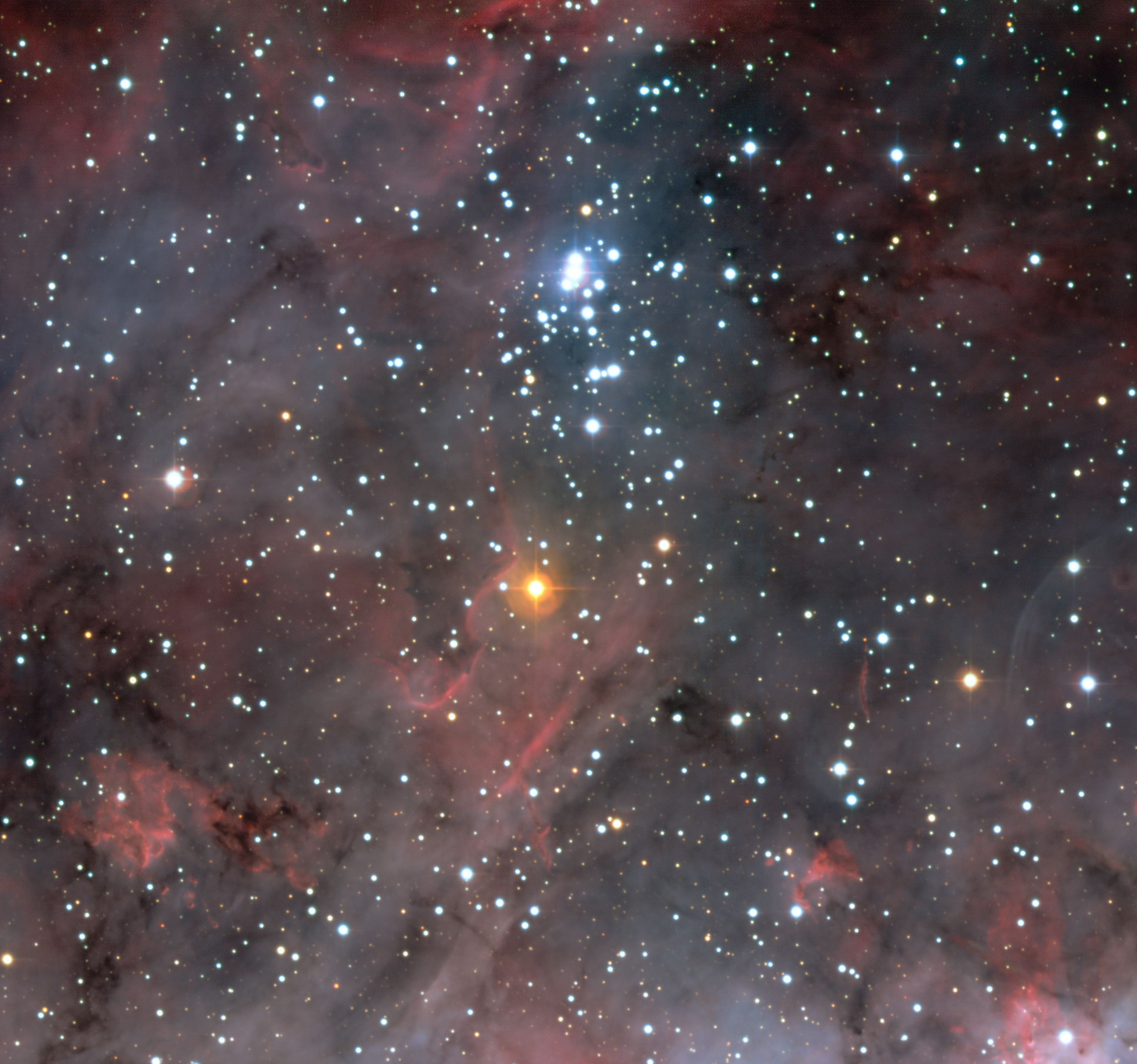
RT Carinae är den ljust orangea stjärnan söder om stjärnhopen Trumpler.

RT Carinae eller HD 303310, är en ensam stjärna i norra delen av stjärnbilden Kölen belägen nära den öppna stjärnhopen Trumpler 15, men anses inte tillhöra denna. Den har en genomsnittlig skenbar magnitud av ca 8,36 och kräver åtminstone en stark handkikare eller ett mindre teleskop för att kunna observeras. Baserat på parallax enligt Gaia Data Release 2 på ca 0,37 mas, beräknas den befinna sig på ett avstånd på ca 2 380 parsek från solen. Den rör sig närmare solen med en heliocentrisk radialhastighet på ca -21 km/s. Stjärnan verkar vara omgiven av en stoftnebulosa, möjligen bestående av material som kastas ut från själva stjärnan.

## Egenskaper

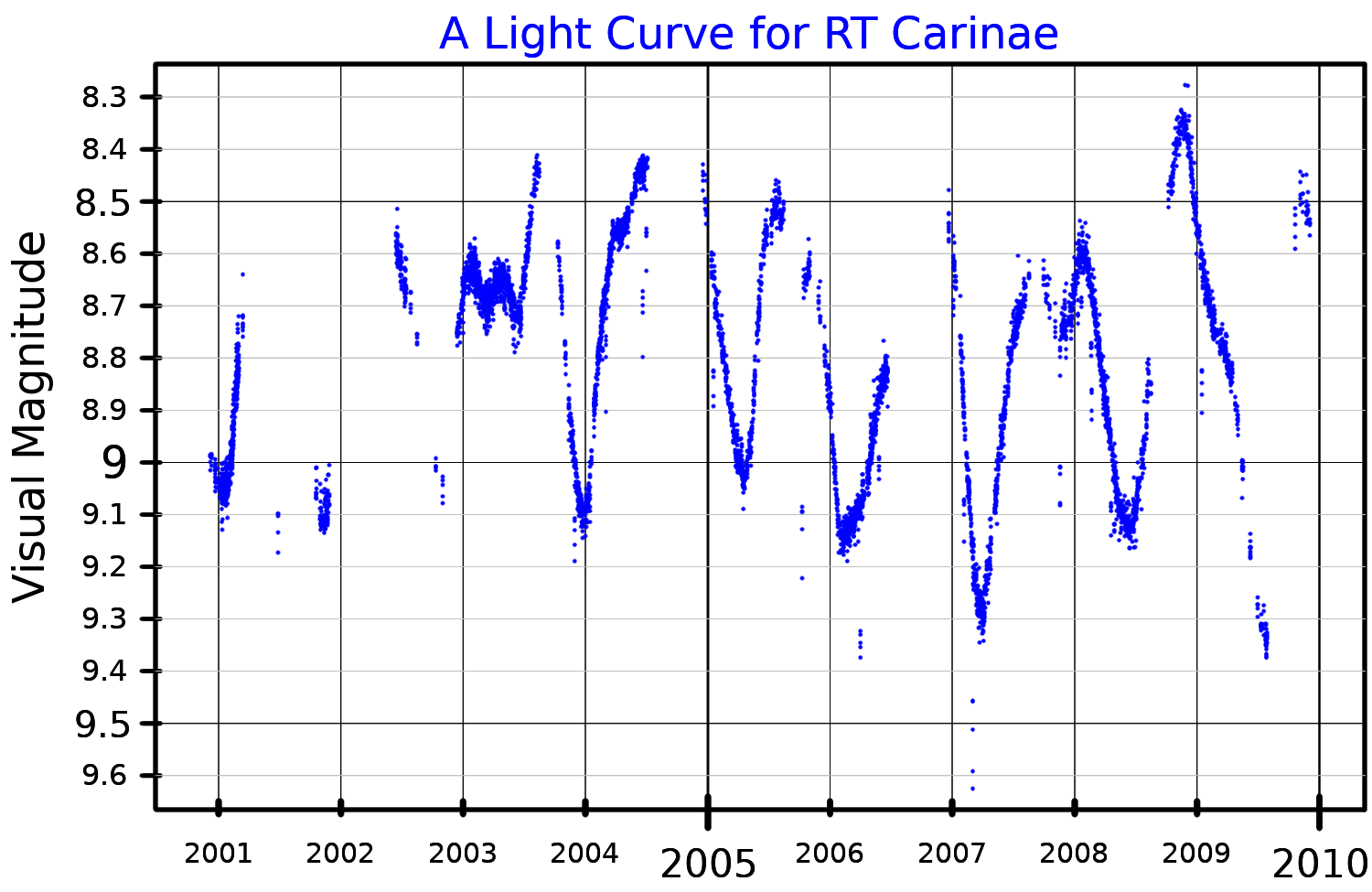
Ljuskurva i synliga bandet för RT Carinae, plottad från ASAS-data.

RT Carinae är en röd superjättestjärna av spektralklass M2+ Iab Den har en radie som är ca 860 solradier och har ca 119 000 - 129 000 gånger solens utstrålning av energi från dess fotosfär vid en effektiv temperatur av ca 3 700 K.

## Variabilitet
RT Carinae är katalogiserad som en irreguljär variabel stjärna, men ett antal möjliga pulseringsperioder har upptäckts. Analyser av observationer över 40 år ger variationer med period på 201 och 448 dygn, medan andra studier tyder på perioder på 100 och 1 400 dygn.